# Rikki Tholstrup Jørgensen
Rikki Tholstrup Jørgensen (født 18. juli 1974) er tidligere formand for Borgerligt Centrum, og havde ansvaret for, at partiet blev lukket ned. Forinden havde Rikki Tholstrup Jørgensen været medlem af partiets hovedbestyrelse, og blev valgt som formand til den ordinære generalforsamling i november 2010.
I marts måned 2011 meldte han sig ud af partiet ved en ekstraordinær generalforsamling, hvor partiet også blev begæret nedlagt. Han valgte at forlade al politik efter valgkampen i 2011.
Han har efterfølgende arbejdet med iværksætteri og har flere opstartsvirksomheder bag sig, deriblandt forlaget Dreamlitt og flere datingsites.
I 2019 blev Rikki Tholstrup Jørgensen CEO for Media Group Denmark.
I august 2022 blev han afløst på CEO-posten og har siden fungeret som investor i forskellige opstartsprojekter.
Siden 2019 har Rikki udgivet flere bøger.